# Atletiek op de Paralympische Zomerspelen 2024 - Kogelstoten mannen F35
Het Kogelstoten voor mannen klasse F35 op de Paralympische Zomerspelen 2024 vond plaats op 5 september in het Stade de France. Deze klasse is voor atleten met cerebrale parese die voornamelijk beperkingen hebben aan hun benen, met voornamelijk balansproblemen. De winnaar van 2020 was Khusniddin Norbekov uit Oezbekistan. die in 2024 zijn titel wist te prolongeren, het zilver was voor de Argentijn Hernan Emanuel Urra en Seyed Aliasghar Javanmardi uit Iran won de bronzen medaille.

## Records
Voorafgaand aan het toernooi waren dit het wereldrecord en het Paralympisch record.
| Wereldrecord        | Oezbekistan Khusniddin Norbekov | 17.32 | Dubai  | 11 november 2019  |
| Paralympisch record | China Wei Guo                   | 16.22 | Peking | 14 september 2008 |

## Uitslag
| Rang   | Atleet                     | Atleet | #1    | #2    | #3    | #4    | #5    | #6    | Resultaat | Bijz. |
| ------ | -------------------------- | ------ | ----- | ----- | ----- | ----- | ----- | ----- | --------- | ----- |
| Goud   | Khusniddin Norbekov        | UZB    | 16.01 | 16.82 | 16.14 | 16.32 | 15.63 | 15.72 | 16.82     | PR    |
| Zilver | Hernán Emanuel Urra        | ARG    | 14.62 | 16.11 | x     | 14.56 | x     | x     | 16.11     |       |
| Brons  | Seyed Aliasghar Javanmardi | IRI    | 15.84 | 15.60 | x     | x     | 15.73 | x     | 15.84     |       |
| 4      | Fu Xinhan                  | CHN    | 15.64 | 15.75 | 15.47 | 15.52 | x     | 15.4  | 15.75     |       |
| 5      | Taimuraz Khabalov          | NPA    | 14.77 | 15.09 | 15.19 | 14.36 | x     | x     | 15.19     |       |
| 6      | Arvind Malik               | IND    | 11.79 | 12.34 | 13.01 | 12.85 | 12.71 | x     | 13.01     |       |
| 7      | Zholaman Yelaman           | KAZ    | 11.52 | x     | 10.66 | 11.39 | 11.56 | 11.13 | 11.56     |       |
| 8      | Gheorghe Spinu             | MDA    | 8.88  | 8.64  | 8.41  | 9.62  | 8.56  | 8.99  | 9.62      |       |